# Покорный, Иосиф Иосифович
Иосиф Иосифович Покорный (1862, Одесса, Херсонская губерния — 20 мая 1914, Одесса, Херсонская губерния) — российский фотограф-любитель. Владелец фотографических заведений и магазинов фотоаксессуаров.

## Биография
Родился в 1862 году в Одессе.
В 1879 году создал фотографическую фирму под собственным именем. В 1882 году владел собственной литографией. В декабре 1891 года организовал выставку фотооборудования в здании Одесского фотографического общества.
Был владельцем двух магазинов фотографической аппаратуры: в собственном доме на Скоболевской (Еврейской улице), 53 и на Дерибасовской, 17. 2 октября 1895 года открыл фотоателье в Москве на Петровке, 2.
В 1895 году стал действительным членом Русского фотографического общества.
В 1896 году презентовал РФО фотографические принадлежности и аксессуары.
Был владельцем фабрики «Ирис», производившей фотографические пластины. Владел фабрикой, производившей паспарту, фотобланки, альбомы, виньетки и другие изделия из бумаги.
В 1896 году основал в Киеве на Крещатике магазин принадлежностей для фотографирования.
Основал в Ростове-на-Дону склад принадлежностей для фотографирования. Основал в Либаве фабрику, производившую бланки для фотографий и бристольский картон.
Выпускал фотографические камеры «Космос» и «Любитель».
Умер 20 мая 1914 года в Одессе.

## Награды
- Бронзовая медаль за Императорского общества сельского хозяйства юга России (за фотографические бланки на выставке фотографий Императорского русского технического общества).
- Большая серебряная медаль Второй фотовыставки Одесского фотографического общества (за салонную камеру).
- Малая золотая медаль на Первой спортивной выставке в Москве (1910)[3].
- Малая серебряная медаль от Министерства торговли и промышленности за фотопластинки на Второй выставке журнала «Фотографические новости»[2].